# Guilty Simpson

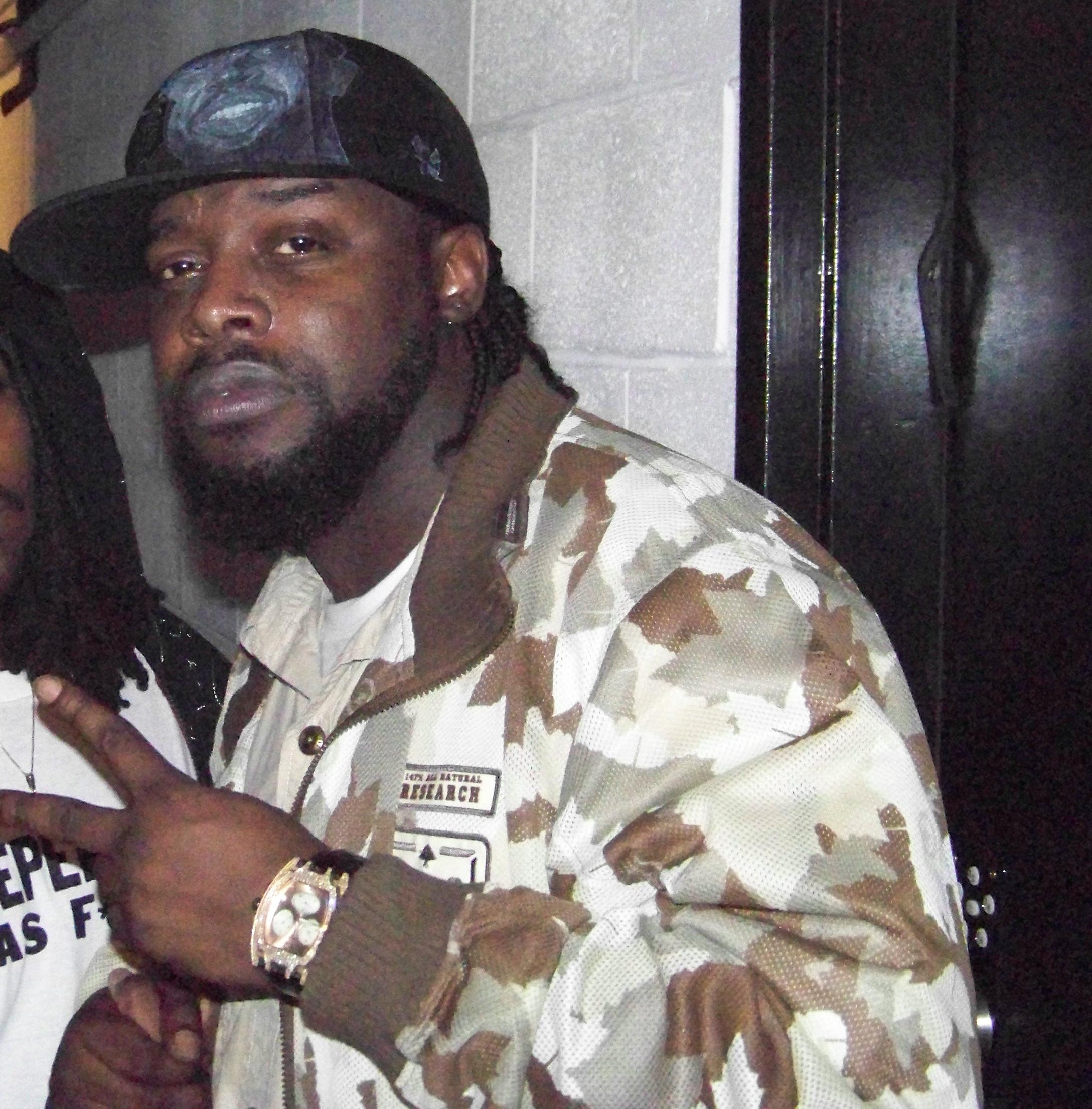
Guilty Simpson, 2008

Guilty Simpson (bürgerlicher Name: Byron Simpson) ist ein amerikanischer Rapper aus Detroit, der seine Alben auf Stones Throw Records veröffentlicht. Erste Bekanntheit erlangte er Anfang der 2000er-Jahre durch die Zusammenarbeit mit Künstlerkollegen aus Detroit wie J Dilla und D12. Simpsons Stil zeichnet sich durch seine tiefe, gebieterische Stimme und seine düsteren, lässigen Texte aus, die oft Themen wie Gewalt, Drogenkonsum und Armut berühren. Er hat mehrere Soloalben veröffentlicht, darunter „Ode to the Ghetto“ und „Detroit’s Son“. Zudem hat er mit einer Reihe namhafter Produzenten und Rapper zusammengearbeitet, darunter Madlib, Black Milk und Sean Price. Simpson gilt weithin als einer der talentiertesten und einflussreichsten Rapper, die aus Detroits lebendiger Hip-Hop-Szene hervorgegangen sind.

## Leben
Guilty Simpson wuchs in Kalifornien, Alabama und Detroit auf. Im Alter von 18 Jahren begann er zu rappen. Zu seinen größten Einflüssen zählt er Kool G Rap, Big Daddy Kane, N.W.A und Scarface. Simpson wurde Mitglied der Formation Almighty Dreadnaughtz und es begann eine regelmäßige Zusammenarbeit mit J Dilla. 2006 unterschrieb er bei Stones Throw Records.
Nach mehreren Beteiligungen als Gastrapper auf diversen Veröffentlichungen, kam im März 2008 sein erstes Album Ode to the Ghetto heraus. Im Mai 2010 erschien sein zweites Album, das den Titel OJ Simpson trug. Als Teil des Trios Random Axe (mit Black Milk und Sean Price), beteiligte er sich an dessen, im Juni 2011 erschienenen, selbstbetitelten Debütalbum.

## Diskografie

### Soloalben
- 2008: Ode to the Ghetto
- 2010: O.J. Simpson
- 2015: Detroit’s Son

### Kollabo-Alben
- 2011: Random Axe (mit Black Milk & Sean Price)
- 2012: The Mission EP (mit Eric Lau)
- 2012: Dice Game (mit Apollo Brown)
- 2013: Highway Robbery (mit Small Professor)
- 2014: The Simpson Tape (mit Oh No)
- 2019: Sterling (mit Pendo Botha)[6]
- 2020: Chapter Three mit Maniac, erschienen auf Hill Vibes, Vol. 1 von Republic Of Bounce auf Urban Tree Music

### Mixtapes
- 2007: Stray Bullets
- 2008: Madlib Medicine Show Vol.1: Before the Verdict (Feat. Guilty Simpson) (produziert von Madlib)
- 2010: Ghettodes
- 2010: OX to the D

### Juice-Exclusives
- 2015: Fractured (mit Fat Ray) auf Juice CD No 131 (produziert von Katalyst)